# Krasowo-Siódmaki
Krasowo-Siódmaki – wieś w Polsce położona w województwie podlaskim, w powiecie wysokomazowieckim, w gminie Nowe Piekuty.
W latach 1975–1998 miejscowość administracyjnie należała do województwa łomżyńskiego.
Wierni kościoła rzymskokatolickiego należą do parafii św. Kazimierza w Nowych Piekutach.

## Historia wsi
W roku 1408 Krasowo wzmiankowane jako wieś należąca do rodu Boleszczyce. Książę mazowiecki Władysław nadaje w roku 1441 Mikołajowi z Krassowa, kasztelanowi wizkiemu 40 łanów ziemi we wsi Sieburczyn nad Biebrzą.
Krasowo-Siódmaki założone w połowie XVI w. Wzmianka o miejscowości pojawiła się w roku 1569 w aktach unii polsko-litewskiej. W roku 1580 wieś o powierzchni 1 włóki, zapisana jako Koboski Siódmaki. Mieszkał tu Stanisław syn Jana z cześnikami swemi.
Na mapie z 1790 r. wykazana jako Kraszewo Siodmaki.
W I Rzeczypospolitej wieś należała do ziemi bielskiej. W roku 1827 naliczono 15 domów i 87 mieszkańców.
W roku 1863 w pobliżu wsi miała miejsce potyczka oddziału Feliksa Górskiego z wojskami rosyjskimi.
Pod koniec XIX w. wieś drobnoszlachecka licząca 17 domów (dymów), 121 katolików, 6 żydów i 2 unitów należała do powiatu mazowieckiego, gmina i parafia Piekuty. Grunty rolne liche i piaszczyste o powierzchni 194 morg. Ludność utrzymywała się z rolnictwa i wyrobków.
W roku 1891 wykazano 19 drobnoszlacheckich gospodarzy pracujących na 101 ha ziemi. Przeciętne gospodarstwo o powierzchni 5,3 ha. W 1921 w miejscowości istniało 15 domów i 87 mieszkańców.
Współcześnie wieś liczy 12 domów i 60 mieszkańców.